# Mieses öppning
Den här artikeln använder algebraisk schacknotation för att beskriva schackdragen.
Mieses öppning, även kallad Pircs attack, är en ovanlig schacköppning som definieras av draget:
1. d3
Författaren Richard Wincor skriver i Baroque Chess Openings, ett verk om humor, insikt, filosofi och schack, att 1.d3 är "den perfekta öppningen" för vit. Likaväl rekommenderar han 1...d6 för svart. Mer avancerade schackspelare betraktar dock inte boken som en gravallvarlig källa till öppningsteori. Boken är, enligt Richard Wincor, skriven för såväl amatörer som experter inom ämnet.

## Partiexempel
Vit: A. Hamad
Svart: G. Mooses
1.d3 e5 2.c4 Sf6 3.a3 c6 4.Sf3 Le7 5.Sc3 Dc7 6.Lg5 d6 7.e4 O-O 8.Le2 Sbd7 9.d4 h6 10.Lh4 Te8 11.Lg3 Sh5 12.d5 Sxg3 13.hxg3 a6 14.O-O c5 15.Se1 g6 16.g4 Sf6 17.g3 Dd7 18.f3 h5 19.g5 Sh7 20.f4 Dh3 21.Dd2 f6  22.gxf6 Lxf6 23.Sc2 Kg7 24.Tf2 exf4 25.gxf4 Ld7 26.Dd3 Dxd3 27.Lxd3 Lc8 28.Kg2 Lg4 29.Te1 g5 30.e5 dxe5 31.Lxh7 Kxh7 32.Se4 Kg6 33.fxg5 Lxg5 34.Se3 Lxe3 35.Txe3 b6 36.Tb3 Tab8 37.Tf6+ Kg7 38.a4 Ld1 39.Tg3+ Kh8 1-0